# Chocolatier
Pour le jeu vidéo de 2007, voir Chocolatier (jeu vidéo).
Le chocolatier est un artisan spécialisé dans la fabrication de friandises à base de chocolat (en chocolats, bouchées, œufs de Pâques, etc.)
Cette activité est souvent couplée avec celle de pâtissier ou de confiseur.
On fera une distinction entre le chocolatier qui travaille le chocolat et le couverturier qui fabrique du chocolat dit de couverture, à base de beurre de cacao, de poudre de chocolat, de sucre et éventuellement de lait.
En France, pour bénéficier du titre d'artisan chocolatier ou de maître chocolatier, celui-ci doit être titulaire du diplôme équivalent.

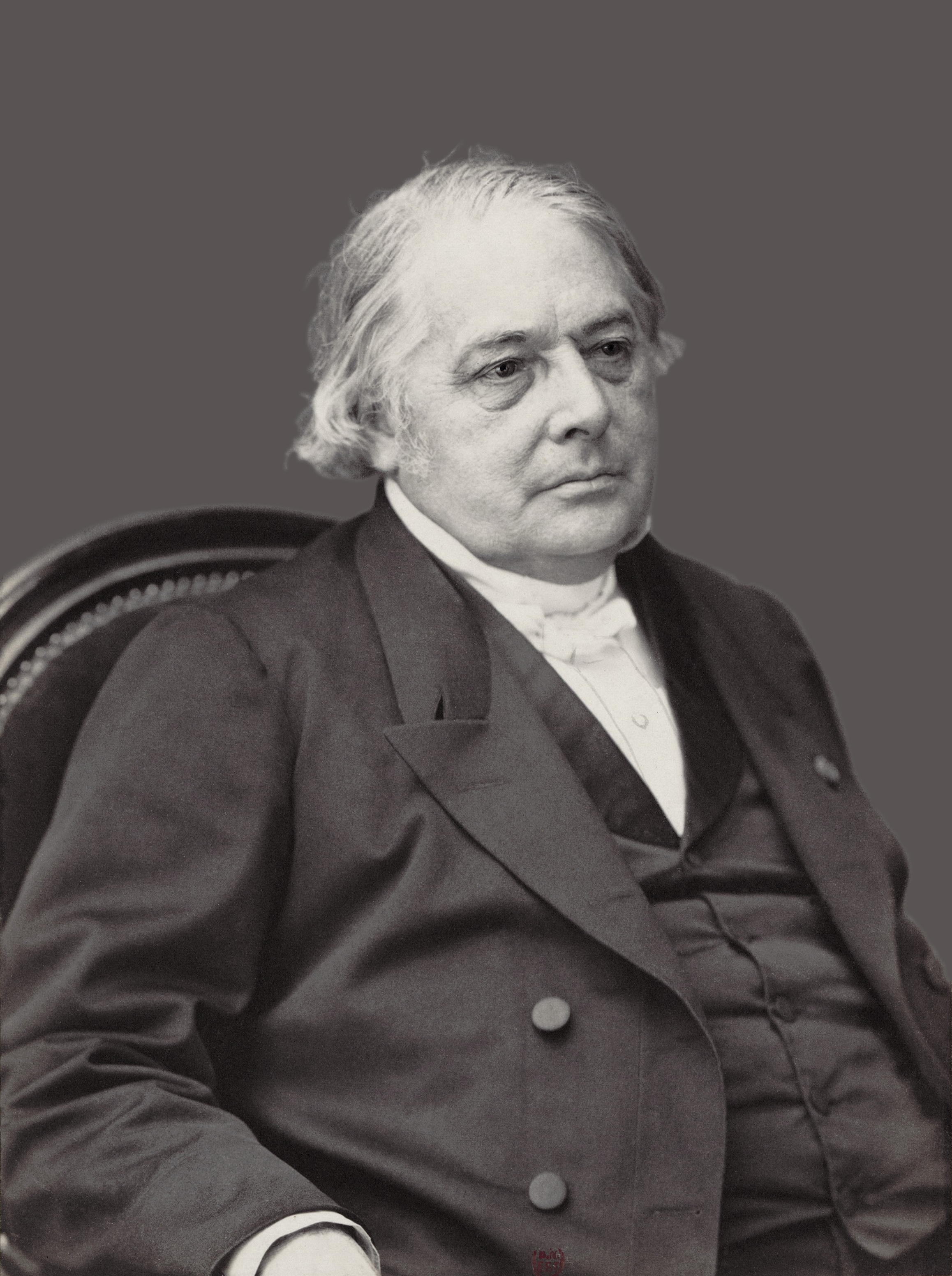
François Jules Devinck, célèbre chocolatier français du XIXe siècle.